# Понтчартрейн (озеро)
Понтчартрейн или Поншартрен (англ. Lake Pontchartrain; фр. Lac Pontchartrain) — озеро в США на юго-востоке штата Луизиана. Крупнейшее озеро в штате, второе по величине среди солёных озёр США, одиннадцатое по площади среди всех озёр в стране.

## Название
Озеро названо в 1699 году в честь французского политического деятеля XVII—XVIII веков Луи Фелипо, графа Пошартрен, который являлся Морским министром Франции во времена правления Людовика XIV, известного как «Король-солнце».
Индейцы, проживавшие в регионе до французской колонизации, называли озеро Оква-та, что означало «широкая вода».

## География
Озеро Понтчартрейн располагается по координатам 30°12′00″ с. ш. 90°07′21″ з. д.
На северо-восточном берегу находится город Слайделл, а к югу от озера лежит город Новый Орлеан и протекает река Миссисипи.
Площадь поверхности — 1632 км², средняя глубина — 3,7—4,3 м. Озеро овальной формы, около 64 км длиной, 39 км шириной.
Солёность меняется от незначительной на северо-западе до почти половины солёности морской воды на восточной дуге, так как это фактически эстуарий, который связан с Мексиканским заливом 13-километровым проливом Риголетс.
В озеро впадает несколько малых рек, через него построен второй по длине в мире мост-дамба. С Миссисипи озеро соединяет Индустриальный канал, отделяющий Восточный Новый Орлеан от остальных частей города. В окрестностях озера расположены болота Манчак.